# Legionella
Legionella sp. este o bacterie gram negativă ce cuprinde specii care cauzează legioneloza sau boala legionarului (mai ales L. pneumophilia). Are o arie de răspândire largă cuprinzând 48 specii și 70 serogrupuri. În general, compoziția chimică a peretelui celular (aranjarea diferitelor oze) determină antigenitatea acestor organisme.

## Patogeneza
Legionella a fost identificată împreună cu amoeba și cu reprezentanți din genul Francisella. Este principalul agent ce cauzează boala legionarului, și a formei mai ușoare numită febra Pontiac. Ea se transmite pe calea aerului, fiind inhalată cu ușurință. Se pare că o sursă importantă  ar fi turnurile de răcire si instalațiile de aer condiționat. Ca surse naturale se poate întâlni în ape curgătoare sau heleșteie. Odată intrată in organism, bacteria incubează o perioadă de circa 2 săptămâni. Simptomele includ manifestări asemănătoare cu cele ale gripei: febră, frisoane și tuse uscată. În cazul stadiilor avansate, apar probleme gastrointestinale, afectarea sistemului nervos, diaree, greață,stare generala alterata și care se agravează în fiecare zi cu decompensare respiratorie, cei mai afectați fiind copiii pana la 12 ani și bătrânii. Se pare că principalul vinovat de boala legionarului este Legionella pneumophila, cu o putere foarte mare de răspândire..
La nivel european, a fost creat Grupul European de Lucru pentru infecțiile cu Legionella (European Working Group for Legionella Infections (EWGLI)), pentru supravegherea surselor posibile de Legionella. Acesta a elaborat un ghid ce cuprinde acțiunile ce trebuie efectuate atunci când coloniile de Legionella depășesc o anumită valoare CFU/ ml la 30 °C (cu minim 48 ore de incubare). Oamenii aparent sănătoși, purtători ai acestei bacterii, împrăștie prin strănut sau simpla conversație picături de salivă care plutesc în aer. Acestea sunt preluate de instalațiile de aer condiționat și repuse în circulație si inhalate. Pentru prevenirea dezvoltării și supraviețuirii coloniilor bacteriei Legionella,este recomandat ca în sistemele de răcire-încălzire (aparate de aer condiționat, atât cele de tip industrial cat și cele de apartament), boilere etc să se intervină pentru dezinfectarea acestora cel puțin o data pe an.
| Număr de indivizi                  | Acțiunea ce trebuie efectuată |
| ---------------------------------- | --- |
| 10,000 sau mai puțin               | Sistem sub control. |
| mai mult de 10,000 pînă la 100,000 | Consultarea programului de operații.Se are în vedere o nouă numărare.Dacă se confirmă, trebuie efectuate măsurile de control și evaluare a riscului, precum și acțiuni de remediere. |
| mai mult de 100,000                | Acțiuni de curățare. Utilizarea unui dezinfectant puternic trebuie făcută cu precauție.                                                                                              |

Un factor determinant pentru supraviețuirea bacteriei Legionella este temperatura:

- Între 70 și 80 °C  - temperatură de dezinfecție
- La 66 °C  - Legionella distrusă în 2 minute
- La 60 °C  - Legionella distrusă în 32 minute
- La 55 °C  - Legionella distrusă în 5-6 ore
- Între 50 și 55 °C  - Legionella supraviețuiește dar nu se poate înmulți
- Între 20 și 50 °C - Legionella se dezvoltă
- Între 35 și 46 °C  - Legionella are temperatura optima de dezvoltare
- Sub 20 °C  - Legionella poate supraviețui dar există în stare latentă